# Redfield (Nowy Jork)
Redfield – miasto w Stanach Zjednoczonych, w stanie Nowy Jork, w hrabstwie Oswego.